# Bibiyāna River
Bibiyāna River är ett vattendrag i Bangladesh. Det ligger i den nordöstra delen av landet, 150 kilometer nordost om huvudstaden Dhaka.
Trakten runt Bibiyāna River består till största delen av jordbruksmark. Runt Bibiyāna River är det tätbefolkat, med 636 invånare per kvadratkilometer.